# Filmbildner
Filmbildner (engl. film-forming agent) sind makro- oder niedermolekulare Stoffe (lang- und kurzkettige Polymere), die in einem Beschichtungsstoff für das Zustandekommen eines zusammenhängenden Films sorgen. Häufigste Einsatzbereiche von Filmbildnern sind Anstrichmittel wie Lacke und andere Beschichtungen, Arzneimittel wie Tabletten und Kapseln sowie Kosmetikartikel wie Haarspray. Es gibt kationische, anionische und nichtionische Filmbildner.
Die Begriffe Filmbildner und Bindemittel werden häufig synonym gebraucht, Beschichtungsstoffe können jedoch auch Additive enthalten, die zu den Bindemitteln, jedoch nicht zu den Filmbildnern gezählt werden.

## Typische Filmbildner für Lacke und Beschichtungen
Die meisten Filmbildner gehören zu den Harzen (z. B. Acrylharze, Alkydharze, Polyurethane (Kunstharze), Epoxid-, Phenol-, Harnstoff- und Melaminharze). Weiterhin werden Cellulosenitrat, Chlorkautschuk, PVC-Copolymere eingesetzt. Die Filmbildner kommen sowohl als flüssige Harze als auch als Lösungen in Lösungsmitteln und auch als Dispersionen in Wasser zur Verwendung.

## Typische Filmbildner für Kosmetik und Pharmazie
Häufig verwendet werden Polyvinylpyrrolidon, Polyvinylalkohol, Polyethylenglycole, Polysaccharide wie etwa Cellulosederivate, Polyacrylsäuren (Carbomere), Copolymere von Vinylpyrrolidon und Vinylacetat, Eiweißhydrolysate, Proteine wie Sericin, natürliche Harze wie Schellack, Kolophonium, Benzoe und Sandarak. Diese Filmbildner werden je nach ihrer Löslichkeit in Wasser oder Ethanol gelöst eingesetzt.
Gern verwendet in der Haarpflege werden kationische Polymere aus der Gruppe der Polyquaterniumverbindungen, z. B. in Haarfestigern und Shampoos. Zum Einsatz kommen hier auch wasserlösliche Silikonderivate, die Glätte und Kämmbarkeit verbessern. Zusätzlich als Filmbildner kommen auch Algenextrakte zur Verwendung.
In der Augenheilkunde finden wasserlösliche Produkte wie Hypromellose, Polyvinylalkohol, Polyvinylpyrrolidon und Polyacrylsäuren Verwendung in „künstlichen Tränen“ bei mangelnder Tränenproduktion.

## Anwendung
Bei der Anwendung ist zu beachten, dass bei einer zu erwartenden hohen mechanische Beanspruchung der jeweils zu behandelnden Oberfläche Filmbildner mit hohen Molekularmassen (langkettige Polymere) nötig sind. Diese sind allerdings zähflüssiger als niedermolekulare Filmbildner, weshalb es beim Mischungsverhältnis auf eine Balance zwischen Viskosität (Verarbeitungsfähigkeit) und Strapazierfähigkeit ankommt. In der Pharmazie werden wasserlösliche Filmbildner eingesetzt, um Tabletten und Kapseln stabil zu halten und vor Feuchtigkeit zu schützen. Je nachdem, ob ein Wirkstoff im Magen oder im Darm freigesetzt werden soll, werden
säurelösliche oder -resistente Filmbildner eingesetzt.

## Gesundheitliche Gefahren
Falsch angewendet, können sich Filmbildner im Gehörgang ablagern und Poren verstopfen. Eingeatmet, etwa durch Haarspray, können Filmbildner gesundheitsschädlich sein. Als Mikroplastik können sie sich in der Lunge einlagern, dort die Selbstreinigung der Bronchien behindern und zu Entzündungen führen. Im Abwasser können Substanzen, die als Filmbildner verwendet werden, von Kläranlagen nicht vollständig heraus gefiltert werden und in die Umwelt gelangen. In der Hautkosmetik sind Filmbildner aus der Erdölchemie wie Paraffine und Vaseline umstritten. Kritiker verweisen darauf, dass sie den Stoffwechsel beeinflussen, Haut und Haare spröde machen können und potentiell krebserregende „Verunreinigungen“ wie ungesättigte Kohlenwasserstoffe enthalten.

## Textilien
Da sich Verbindungen aus der kationischen Polyquaternium-Gruppe auch auf Textilfasern anlagern, können Farb- und Schmutzpigmente aus der anionischen Waschlauge dort leichter anhaften und entsprechend schneller Verfärbungen verursachen.